# Mala madre (álbum)
Mala madre es el tercer álbum de estudio de la cantautora chilena Camila Moreno, publicado el 4 de junio de 2015. Fue reconocido como el mejor álbum nacional del año por la revista Wikén y recibió la misma distinción en los Premios Pulsar 2016.

## Contenido

### Concepto
Camila Moreno ha señalado que el concepto del disco busca hacer una «relación de la mala madre con las brujas»; esto —ha explicado— debido a «la relación que encontré con la planta y la fealdad, y también porque encontré que las mujeres que menstruaban en la luna llena eran expulsadas de las tribus, y estas mujeres fueron las que desarrollaron la brujería, la hechicería». La cantante, a través del texto Malleus maleficarum, investigó «de dónde venía este arquetipo de la bruja y por qué el humano decide, de una u otra manera, calificar esas emociones o esas cualidades como algo negativo».

## Lista de canciones
Mala madre contiene once canciones:
| N.º   | Título                                 | Duración |  |
| 1.    | «Tu mamá te mató»                      | 3:01     |  |
| 2.    | «No parar de cerrar no parar de abrir» | 3:12     |  |
| 3.    | «Sin mí»                               | 4:02     |  |
| 4.    | «Libres y estúpidos»                   | 3:48     |  |
| 5.    | «Máquinas sin dios»                    | 4:39     |  |
| 6.    | «Piedad»                               | 2:57     |  |
| 7.    | «Julia»                                | 4:37     |  |
| 8.    | «Esta noche o nunca»                   | 2:48     |  |
| 9.    | «Bathory»                              | 4:31     |  |
| 10.   | «Bailas en los polos»                  | 2:57     |  |
| 11.   | «Todo»                                 | 3:48     |  |
| 40:26 |                                        |          |  |

## Recepción

### Crítica
Mala madre ha recibido críticas positivas. La revista Wikén del diario El Mercurio lo calificó como el mejor disco de Chile de 2015, y lo describió como «una mezcla de belleza y atrevimiento». Asimismo, fue galardonado en los Premios Pulsar 2016 como álbum del año, mientras que su sencillo «Tu mamá te mató» recibió la distinción de canción del año; Camila Moreno fue calificada por la prensa como «la gran ganadora» de los premios.

### Público
El álbum fue publicado gratuitamente por veinticuatro horas, y fue descargado 75 000 veces.